# مری داگلاس
مری داگلس(انگلیسی: Mary Douglas؛ ۲۵ مارس ۱۹۲۱ – ۱۶ مهٔ ۲۰۰۷) یک انسان‌شناس اهل بریتانیا بود.